# Lauma

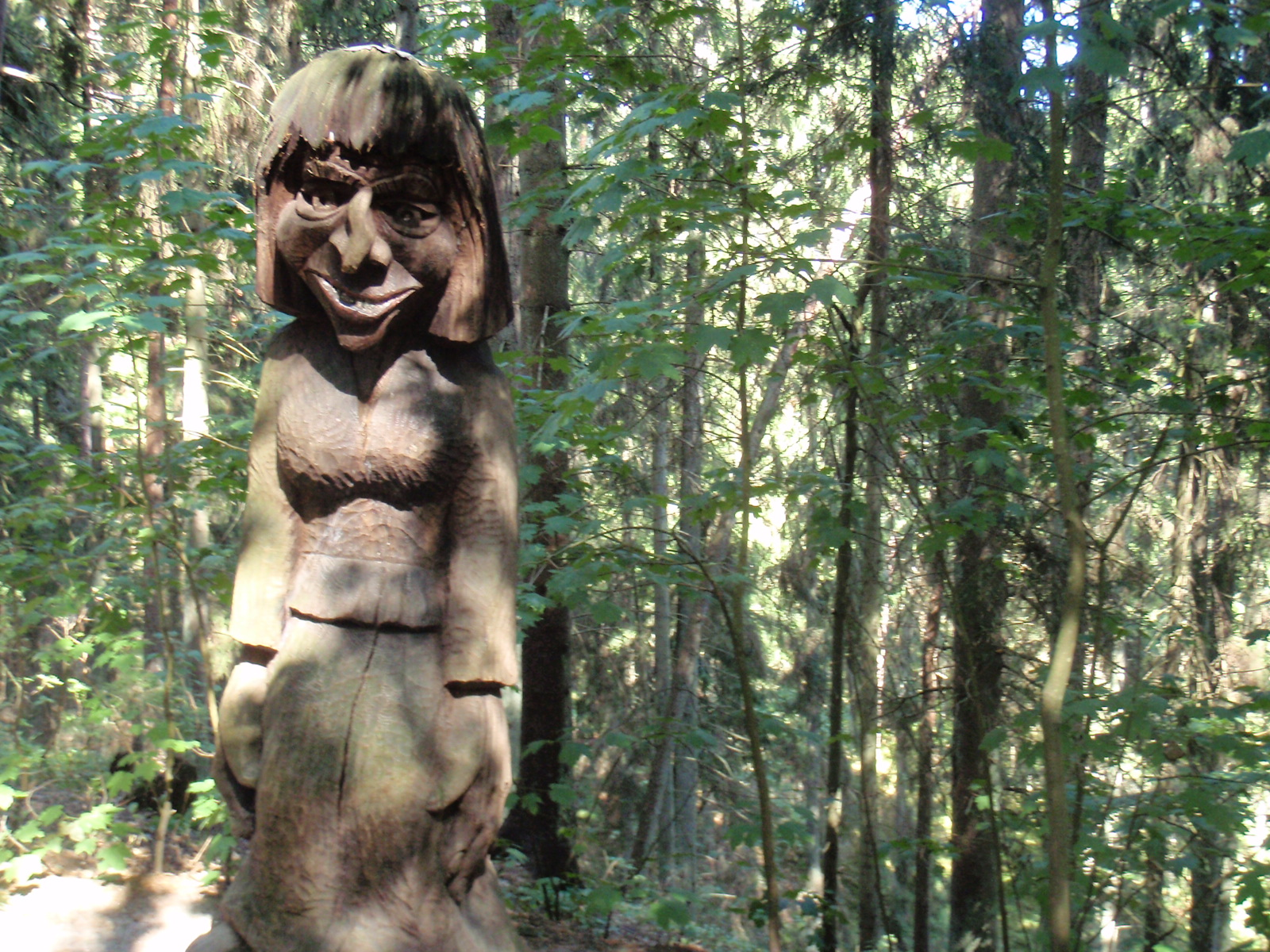
„Lauma/Die gute Hexe“ (Laumė/Geroji ragana), 1980 Holzskulptur von Romas Venckus auf dem Hexenhügel (Raganų kalnas)

Laumas Pl. (lettisch Lauma Sg.; lit. Laumė; Pl. Laumės) sind in der baltischen Mythologie feenhafte Wesen, die manchmal in Vogelgestalt auftreten oder zumindest Vogelfüße haben. Sie können auch Svētās meitas »Heilige Jungfrauen« genannt werden. In der späteren Folklore können sie mit den Ragana vermischt werden.
Die Laumes sind in der Folklore beliebte Feen, die im Gefolge der Schicksalsgöttin Laima auftreten. Sie spinnen, weben und waschen und zeigen sich gegenüber guten Menschen hilfreich, böse und faule Frauen werden dagegen von ihnen bestraft. Sind sie erzürnt, scheren sie den Schafen die Wolle weg, verwirren den Pferden die Mähne oder melken die Kühe leer. Manchmal töten sie auch die Kinder fauler Mütter und essen diese auf.
Männern zeigen sie sich als schöne nackte Frauen mit üppigen Brüsten, die in der Nähe von Gewässern leben und an den Ufern Wäsche waschen. Männer, die die Laumas narren wollen, hetzen sie zu Tode. Wenn sie einen Menschen heiraten, sind sie eine gute Frau und Mutter. Doch dauert die Ehe nur kurze Zeit.
Im Litauischen bezeichnet laumės juosta »Laumes Schärpe« den Regenbogen, laumės žirgas »Laumes Pferd« die blaue Libelle und laumės šluota »Laumes Besen« die Mistel, die im Deutsch auch „Hexenbesen“ genannt wird.